# Aushub
Aushub (von Ausheben) ist die Tätigkeit des Abtragens, Abschiebens, Abräumens oder Aushebens von mineralischem Material, von Boden, gelockertem Gestein oder mineralischen Baustoffen wie Gleisschotter, bei Baumaßnahmen, etwa beim Bau von Baugruben, Einschnitten, etwa für Gewässer oder Verkehrstrassen, oder unterirdischen Bauwerken. Auch das dabei gewonnene Aushubmaterial wird verkürzt als Aushub bezeichnet. Manchmal, aber nicht immer zum Aushub gerechnet wird (aus praktischen Gründen) das bei Nassbaggerei in Gewässern anfallende Baggergut. Im Zuge von Baumaßnahmen anfallendes Bodenmaterial wird Bodenaushub, gelegentlich auch Erdaushub, genannt. Bergematerial und Abraum, also beim Bergbau anfallendes Nebengestein, zählt nicht zum Aushub.
Aushub mit einem Anteil mineralischer Fremdbestandteile von mehr als 10 Prozent gilt in Deutschland nicht mehr uneingeschränkt als Bodenmaterial. Bei einem Anteil von über 50 Prozent ist Wiedernutzung nur als Recyclingbaustoff möglich.

## Rechtliche Regelungen
Aushub, auch Bodenaushub, der im Zuge von Baumaßnahmen anfällt, wird rechtlich als eine Form des Abfalls bewertet. 
Dafür gelten in Deutschland die Regelungen des Kreislaufwirtschaftsgesetzes, Ausnahme sind hier nur Bodenmaterialien, die in ihrem natürlichen Zustand direkt an dem Ort, an dem sie ausgehoben wurden, für Bauzwecke verwendet werden. Wie für alle Abfälle, gilt für Erdaushub als Abfall der Grundsatz, dass er nach Möglichkeit zu vermeiden ist. Ist dies nicht möglich, soll er verwertet werden, etwa für andere Bauvorhaben oder Rekultivierungsmaßnahmen. Nur wenn auch diese Möglichkeit nicht besteht, ist er zu beseitigen. Wichtige Grundlagen sind für die Wiederverwendung die Ersatzbaustoffverordnung. Diese definiert Bodenmaterial je nach Schadstoffbelastung in verschiedene Klassen, unbelastetes Material wäre Klasse 0. Höher belastetes Material muss entsorgt werden. Rechtsgrundlage für die Deponierung ist die Deponieverordnung. 
In Österreich wird als Bodenaushubmaterial Material bezeichnet, das durch Ausheben oder Abräumen von im Wesentlichen natürlich gewachsenem Boden oder Untergrund, auch nach Umlagerung, anfällt. Der Anteil an anorganischen, bodenfremden Bestandteilen, wie z. B. mineralischen Baurestmassen, darf nicht mehr als 5 Prozent des Volumens betragen. Der Anteil an organischen, bodenfremden Bestandteilen, wie z. B. Kunststoffen oder Holz, darf nicht mehr als 1 Prozent des Volumens betragen. Diese bodenfremden Bestandteile müssen bereits vor der Aushub- oder Abräumtätigkeit im Boden oder Untergrund vorhanden gewesen sein.
In der Schweiz bezeichnet Aushubmaterial im Zuge von Baumaßnahmen anfallendes Lockergestein, wie Steine, Kies, Sand, Silt oder Ton und gebrochenes Festgestein. Bodenmaterial, sowohl Oberboden wie Unterboden, zählen hier also nicht dazu.

## Bedeutung
Bodenaushub und mineralische Abfälle sind mengenmäßig ein bedeutender Anteil am Abfallaufkommen. Im Jahr 2020 fielen in Deutschland 129,2 Millionen Tonnen Bodenaushub, einschließlich Baggergut und Gleisschotter, an. Zusammen mit anderen mineralischen Abfällen wie Bauschutt und Straßenaufbruch waren es 206,1 Millionen Tonnen. 18,5 Millionen Tonnen Bodenaushub wurden auf Deponien beseitigt.

## Nutzung
Aushub kann, wie Bauschutt, als mineralischer Ersatzbaustoff verwendet werden. Dafür gibt es mit der Ersatzbaustoffverordnung eine eigene Rechtsgrundlage. 